# يوجين مايرز
يوجين مايرز (بالإنجليزية: Eugene Myers)‏ هو معلوماني حيوي ‏ وعالم حاسوب أمريكي، ولد في 31 ديسمبر 1953 في بويسي في الولايات المتحدة.